# 小飛俠獎
小飛俠獎（Peter Pan Prize），又稱彼得潘獎，是由瑞典國際兒童圖書評議會(International Board on Books for Young People，簡稱IBBY)所舉辦的重量級童書大獎。該獎項從西元2000年開始，每年頒發一次，特別針對在瑞典出版的翻譯童書或青少年圖畫書作評選，藉以鼓勵來自不同語言地區的作品。

### 獲頒小飛俠獎的台灣繪本作者
- 幾米
- 陳致元[2]

## 外部連結
- IBBY瑞典官網 （页面存档备份，存于）